# 第68回ゴールデングローブ賞
第68回ゴールデングローブ賞

2011年1月16日
映画賞 (ドラマ部門): 

『ソーシャル・ネットワーク』
映画賞 (ミュージカル・コメディ部門): 

『キッズ・オールライト』
テレビシリーズ賞 (ドラマ部門): 

『ボードウォーク・エンパイア 欲望の街』
テレビシリーズ賞 (ミュージカル・コメディ部門): 

『glee/グリー』
ミニシリーズ・テレビ映画賞: 

『コードネーム: カルロス 戦慄のテロリスト』
第68回ゴールデングローブ賞（だい68かいゴールデングローブしょう）は、2011年1月16日にビバリーヒルズのビバリーヒルトンで発表され、NBCが中継した。司会はリッキー・ジャーヴェイスが務めた。ノミネートは2010年12月14日にジョシュ・デュアメル、ケイティ・ホームズ、ブレア・アンダーウッドによって発表された。セシル・B・デミル賞はロバート・デ・ニーロが受賞した。

## 候補一覧

### 映画
| 映画作品賞 | 映画作品賞 |
| ドラマ部門 | ミュージカル・コメディ部門 |
| --- | --- |
| - 『ソーシャル・ネットワーク』 - 『ブラック・スワン』 - 『ザ・ファイター』 - 『インセプション』 - 『英国王のスピーチ』 | - 『キッズ・オールライト』 - 『アリス・イン・ワンダーランド』 - 『バーレスク』 - 『RED/レッド』 - 『ツーリスト』 |
| 映画演技賞（ドラマ部門） | |
| 主演男優賞 | 主演女優賞 |
| - コリン・ファース - 『英国王のスピーチ』 - ジェシー・アイゼンバーグ - 『ソーシャル・ネットワーク』 - ジェームズ・フランコ - 『127時間』 - ライアン・ゴズリング - 『ブルーバレンタイン』 - マーク・ウォールバーグ - 『ザ・ファイター』                  | - ナタリー・ポートマン - 『ブラック・スワン』 - ハル・ベリー - 『フランキー&アリス』 - ニコール・キッドマン - 『ラビット・ホール』 - ジェニファー・ローレンス - 『ウィンターズ・ボーン』 - ミシェル・ウィリアムズ - 『ブルーバレンタイン』                                           |
| 映画演技賞（ミュージカル・コメディ部門） | |
| 主演男優賞 | 主演女優賞 |
| - ポール・ジアマッティ - 『バーニーズ・バージョン ローマと共に』 - ジョニー・デップ - 『アリス・イン・ワンダーランド』 - ジョニー・デップ - 『ツーリスト』 - ジェイク・ジレンホール - 『ラブ & ドラッグ』 - ケヴィン・スペイシー - 『ロビイストの陰謀』 | - アネット・ベニング - 『キッズ・オールライト』 - アン・ハサウェイ - 『ラブ & ドラッグ』 - アンジェリーナ・ジョリー - 『ツーリスト』 - ジュリアン・ムーア - 『キッズ・オールライト』 - エマ・ストーン - 『小悪魔はなぜモテる?!』                                                     |
| 助演男優賞 | 助演女優賞 |
| - クリスチャン・ベール - 『ザ・ファイター』 - マイケル・ダグラス - 『ウォール・ストリート』 - アンドリュー・ガーフィールド - 『ソーシャル・ネットワーク』 - ジェレミー・レナー - 『ザ・タウン』 - ジェフリー・ラッシュ - 『英国王のスピーチ』           | - メリッサ・レオ - 『ザ・ファイター』 - エイミー・アダムス - 『ザ・ファイター』 - ヘレナ・ボナム＝カーター - 『英国王のスピーチ』 - ミラ・クニス - 『ブラック・スワン』 - ジャッキー・ウィーヴァー - 『アニマル・キングダム』                                                        |
| 監督賞 | 脚本賞 |
| - デヴィッド・フィンチャー - 『ソーシャル・ネットワーク』 - ダーレン・アロノフスキー - 『ブラック・スワン』 - トム・フーパー - 『英国王のスピーチ』 - クリストファー・ノーラン - 『インセプション』 - デヴィッド・O・ラッセル - 『ザ・ファイター』      | - アーロン・ソーキン - 『ソーシャル・ネットワーク』 - サイモン・ボーファイ、ダニー・ボイル - 『127時間』 - リサ・チョロデンコ、スチュアート・ブルムバーグ - 『キッズ・オールライト』 - クリストファー・ノーラン - 『インセプション』 - デヴィッド・サイドラー - 『英国王のスピーチ』 |
| 作曲賞 | 主題歌賞 |
| - トレント・レズナー、アッティカス・ロス - 『ソーシャル・ネットワーク』 - アレクサンドル・デプラ - 『英国王のスピーチ』 - ダニー・エルフマン - 『アリス・イン・ワンダーランド』 - A・R・ラフマーン - 『127時間』 - ハンス・ジマー - 『インセプション』  | - 「ユー・ハヴント・シーン・ザ・ラスト・オブ・ミー」 - 『バーレスク』 - 「バウンド・トゥ・ユー」 - 『バーレスク』 - "Coming Home" - 『カントリー・ストロング』 - 「輝く未来」 - 『塔の上のラプンツェル』 - "There's a Place For Us" - 『ナルニア国物語/第3章:アスラン王と魔法の島』  |
| アニメ映画賞 | 外国語映画賞 |
| - 『トイ・ストーリー3』 - 『怪盗グルーの月泥棒 3D』 - 『ヒックとドラゴン』 - 『イリュージョニスト』 - 『塔の上のラプンツェル』 | - 『未来を生きる君たちへ』 • デンマーク - 『BIUTIFUL ビューティフル』 • メキシコ - 『オーケストラ!』 • フランス - 『爆走機関車 シベリア・デッドヒート』 • ロシア - 『ミラノ、愛に生きる』 • イタリア                                                                                 |

### テレビ
| テレビシリーズ賞 | テレビシリーズ賞 |
| ドラマ部門 | ミュージカル・コメディ部門 |
| --- | --- |
| - 『ボードウォーク・エンパイア 欲望の街』 - 『デクスター 警察官は殺人鬼』 - 『グッド・ワイフ』 - 『マッドメン』 - 『ウォーキング・デッド』 | - 『glee/グリー』 - 『30 ROCK/サーティー・ロック』 - 『ビッグバン★セオリー/ギークなボクらの恋愛法則』 - 『キャシーのbig C いま私にできること』 - 『モダン・ファミリー』 - 『ナース・ジャッキー』                                                                                            |
| テレビシリーズ演技賞（ドラマ部門） | |
| 主演男優賞 | 主演女優賞 |
| - スティーヴ・ブシェミ - 『ボードウォーク・エンパイア 欲望の街』 - ブライアン・クランストン - 『ブレイキング・バッド』 - マイケル・C・ホール - 『デクスター 警察官は殺人鬼』 - ジョン・ハム - 『マッドメン』 - ヒュー・ローリー - 『Dr.HOUSE』                                               | - ケイティ・セイガル - 『サンズ・オブ・アナーキー』 - ジュリアナ・マルグリーズ - 『グッド・ワイフ』 - エリザベス・モス - 『マッドメン』 - パイパー・ペラーボ - 『コバート・アフェア』 - キーラ・セジウィック - 『クローザー』                                                               |
| テレビシリーズ演技賞（ミュージカル・コメディ部門） | |
| 主演男優賞 | 主演女優賞 |
| - ジム・パーソンズ - 『ビッグバン★セオリー/ギークなボクらの恋愛法則』 - アレック・ボールドウィン - 『30 ROCK/サーティー・ロック』 - スティーヴ・カレル - 『ザ・オフィス』 - トーマス・ジェーン - Hung - マシュー・モリソン - 『glee/グリー』                                                 | - ローラ・リニー - 『キャシーのbig C いま私にできること』 - トニ・コレット - 『ユナイテッド・ステイツ・オブ・タラ』 - イーディ・ファルコ - 『ナース・ジャッキー』 - ティナ・フェイ - 『30 ROCK/サーティー・ロック』 - リア・ミシェル - 『glee/グリー』                                      |
| ミニシリーズ・テレビ映画演技賞 | |
| 主演男優賞 | 主演女優賞 |
| - アル・パチーノ - 『死を処方する男 ジャック・ケヴォーキアンの真実』 - イドリス・エルバ - 『刑事ジョン・ルーサー』 - イアン・マクシェーン - 『ダークエイジ・ロマン 大聖堂』 - デニス・クエイド - The Special Relationship - エドガー・ラミレス - 『コードネーム: カルロス 戦慄のテロリスト』 | - クレア・デインズ - 『テンプル・グランディン 自閉症とともに』 - ヘイリー・アトウェル - 『ダークエイジ・ロマン 大聖堂』 - ジュディ・デンチ - Return to Cranford - ロモーラ・ガライ - 『エマ 恋するキューピッド』 - ジェニファー・ラブ・ヒューイット - 『クライアント・リスト ザ・ムービー』 |
| 助演賞 | |
| 助演男優賞 | 助演女優賞 |
| - クリス・コルファー - 『glee/グリー』 - スコット・カーン - 『HAWAII FIVE-0』 - クリス・ノース - 『グッド・ワイフ』 - エリック・ストーンストリート - 『モダン・ファミリー』 - デヴィッド・ストラザーン - 『テンプル・グランディン 自閉症とともに』                                           | - ジェーン・リンチ - 『glee/グリー』 - ホープ・デイヴィス - The Special Relationship - ケリー・マクドナルド - 『ボードウォーク・エンパイア 欲望の街』 - ジュリア・スタイルズ - 『デクスター 警察官は殺人鬼』 - ソフィア・ヴェルガラ - 『モダン・ファミリー』                                |
| ミニシリーズ・テレビ映画賞 | |
| - 『コードネーム: カルロス 戦慄のテロリスト』 - 『ザ・パシフィック』 - 『ダークエイジ・ロマン 大聖堂』 - 『テンプル・グランディン 自閉症とともに』 - 『死を処方する男 ジャック・ケヴォーキアンの真実』                                                                                       | |

## 統計

### 複数ノミネート

#### 俳優
- 2: ジョニー・デップ - 『アリス・イン・ワンダーランド』、『ツーリスト』

#### 映画
- 7: 『英国王のスピーチ』
- 6: 『ザ・ファイター』、『ソーシャル・ネットワーク』
- 4: 『ブラック・スワン』、『インセプション』、『キッズ・オールライト』
- 3: 『127時間』、『アリス・イン・ワンダーランド』、『バーレスク』、『ツーリスト』
- 2: 『ブルーバレンタイン』、『ラブ・アンド・アザー・ドラッグス』、『塔の上のラプンツェル』

#### テレビ
- 5: 『glee/グリー』
- 3: 『30 ROCK/サーティー・ロック』、『ボードウォーク・エンパイア 欲望の街』、『デクスター 警察官は殺人鬼』、『グッド・ワイフ』、『マッドメン』、『モダン・ファミリー』、『ダークエイジ・ロマン 大聖堂』、『テンプル・グランディン 自閉症とともに』
- 2: 『ビッグバン★セオリー/ギークなボクらの恋愛法則』、『キャシーのbig C いま私にできること（英語版）』、『コードネーム: カルロス 戦慄のテロリスト』、『ナース・ジャッキー』

### 複数受賞

#### 映画
- 4: 『ソーシャル・ネットワーク』
- 2: 『ザ・ファイター』、『キッズ・オールライト』

#### テレビ
- 3: 『glee/グリー』
- 2: 『ボードウォーク・エンパイア 欲望の街』

## 論争
批評家に酷評された上に興行的に失敗しており、さらにスリラー映画として公開されていた『ツーリスト』をミュージカル・コメディ部門で3ノミネートしたことについて批判の声が上がった。
司会を務めたイギリスのコメディアン、リッキー・ジャーヴェイスは候補者の多くを笑いものにするブラックジョークを連発したため非難されるが、Twitterでは彼をかばう著名人も出てきている。